# Планес, Ален
Ален Плане́с (фр. Alain Planès; род. 1948) — французский пианист.
Окончил Парижскую консерваторию у Жака Феврье, затем совершенствовался в Индианском университете у Менахема Пресслера. В конце 1970-х гг. солист Ensemble InterContemporain.
Наибольшим признанием пользуется исполнение Аленом Планесом фортепианной музыки Клода Дебюсси: одна из его записей Дебюсси, в частности, получила в 1986 г. премию «Виктуар де ля мюзик» как лучшая французская запись года. Рецензент нью-йоркского концерта Планеса отмечает в его исполнении Дебюсси «хваткое ощущение музыкального повествования и роскошную палитру красок и фактур». Кроме того, Планес много играл и записывал Шуберта.